# 펠릭스 에르난데스
펠릭스 아브라암 에르난데스(스페인어: Félix Abraham Hernández, 1986년 4월 8일 ~ )는 전  베네수엘라의 야구 선수이다. 킹 펠릭스라는 이름으로도 자주 불린다.
2005년 시애틀 매리너스에 입단하여, 주로 선발 투수로 활동하고 있다.

## 메이저 리그
킹 펠릭스 라고도 불리는 에르난데스는 베네수엘라 출신으로 메이저 리그 시애틀 매리너스에 소속된 투수이다. 그는 무시무시한 강속구와 슬라이더, 체인지업 등을 구사하며 마이너리그를 초토화시키며 데뷔 때부터 스포트라이트를 받았다. 첫해에 4승 4패 2.67ERA를 기록했고 2006년부터 에이스로 활약했는데 이 때부터 34번으로 등번호를 바꿨다. 2006년에 12승, 2007년에 14승을 기록하고 올스타급 활약을 하다가 팀 부진으로 2008년에 9승(11패)에 그쳤지만 2009년에 19승 5패 238과 3분의 2이닝 동안 삼진 217개, 2.49.ERA, 29번의 퀄리티스타트로 다승 공동 1위, 이닝 3위, 삼진 4위, 방어율 2위, 퀄리티스타트 1위 등 엄청난 활약을 했지만 아쉽게도 AL 사이영 상 투표 결과에서 80점에 그쳐 134점을 받은 캔자스시티 로열스의 잭 그레인키에게 밀렸다.
이듬 해인 2010년, 승운이 따르지 않아 13승 12패라는 저조한 승률을 올렸지만 2.27의 평균자책점, 249.2이닝, 1.06의 WHIP와 2할1푼2리의 피안타율과 탈삼진 2위 등 대부분의 투수 기록 최상위권에 이름을 올리며 총 28명의 투표 인단 중 21명으로부터 1위 표를 얻는 등 총점 167점을 획득해 탬파베이의 데이빗 프라이스(111점)와 양키스의 CC 사바시아(102점)를 제치고 사이영상을 수상했다.
2011년에는 구속 저하와 팀 타선의 극심한 부진으로 5할 승률 (14승14패)에 그쳤지만 233이닝을 책임지며 그의 클래스를 입증했다.
2012년에 들어서는 다시금 살아난 모습을 보이고 있으며 8월 15일 탬파베이와의 홈 경기에서 9이닝 동안 113개의 공을 던져 무안타와 무사사구,무실책을 기록하였고 12개의 삼진을 잡아내며 메이저 리그 통산 23번째의 퍼펙트게임의 주인공이 되었다. 13승 5패로 한때 사이영상 레이스에 올라가는 듯 했지만 이후 4연패하며 13승 9패 3.06의 평균자책점, 232이닝 223삼진 5완투 5완봉을 기록했다. 4시즌 연속 13승+, 200삼진, 3.50미만의 평균자책점을 기록했고, 5시즌연속 200이닝 투구를 했다.통산 98승 76패 3.22 평균자책점 1620.1이닝 1487삼진 23완투 9완봉을 기록 중이다.

## 연도별 투수 성적
| 연 도     | 소 속     | 등 판 | 선 발 | 완 투 | 완 봉 | 무 4 구 | 승 리 | 패 전 | 세 이 브 | 홀 드 | 승 률 | 타 자 | 이 닝  | 피 안 타 | 피 홈 런 | 볼 넷 | 고 4 | 몸 맞 | 탈 삼 진 | 폭 투 | 보 크 | 실 점 | 자 책 점 | 평 자 책 | W H I P |
| --------- | --------- | ----- | ----- | ----- | ----- | ------- | ----- | ----- | -------- | ----- | ----- | ----- | ------ | -------- | -------- | ----- | ---- | ----- | -------- | ----- | ----- | ----- | -------- | -------- | ------- |
| 2005년    | SEA       | 12    | 12    | 0     | 0     | 0       | 4     | 4     | 0        | 0     | .500  | 328   | 84.1   | 61       | 5        | 23    | 0    | 2     | 77       | 3     | 0     | 26    | 25       | 2.67     | 1.00    |
| 2006년    | SEA       | 31    | 31    | 2     | 1     | 2       | 12    | 14    | 0        | 0     | .462  | 816   | 191.0  | 195      | 23       | 60    | 2    | 6     | 176      | 11    | 0     | 105   | 96       | 4.52     | 1.34    |
| 2007년    | SEA       | 30    | 30    | 1     | 1     | 0       | 14    | 7     | 0        | 0     | .667  | 808   | 190.1  | 209      | 20       | 53    | 4    | 3     | 165      | 7     | 1     | 88    | 83       | 3.92     | 1.38    |
| 2008년    | SEA       | 31    | 31    | 2     | 0     | 0       | 9     | 11    | 0        | 0     | .450  | 857   | 200.2  | 198      | 17       | 80    | 7    | 8     | 175      | 8     | 1     | 85    | 77       | 3.45     | 1.39    |
| 2009년    | SEA       | 34    | 34    | 2     | 1     | 0       | 19    | 5     | 0        | 0     | .792  | 977   | 238.2  | 200      | 15       | 71    | 0    | 8     | 217      | 17    | 1     | 81    | 66       | 2.49     | 1.14    |
| 2010년    | SEA       | 34    | 34    | 6     | 1     | 1       | 13    | 12    | 0        | 0     | .520  | 1001  | 249.2  | 194      | 17       | 70    | 1    | 8     | 232      | 14    | 1     | 80    | 63       | 2.27     | 1.06    |
| 2011년    | SEA       | 33    | 33    | 5     | 0     | 2       | 14    | 14    | 0        | 0     | .500  | 964   | 233.2  | 218      | 19       | 67    | 0    | 7     | 222      | 12    | 1     | 99    | 90       | 3.47     | 1.22    |
| 2012년    | SEA       | 33    | 33    | 5     | 5     | 2       | 13    | 9     | 0        | 0     | .591  | 939   | 232.0  | 209      | 14       | 56    | 0    | 12    | 223      | 13    | 2     | 84    | 79       | 3.06     | 1.14    |
| 통산：8년 | 통산：8년 | 238   | 238   | 23    | 9     | 7       | 98    | 76    | 0        | 0     | .563  | 6690  | 1620.1 | 1485     | 130      | 480   | 14   | 54    | 1487     | 85    | 7     | 648   | 579      | 3.22     | 1.21    |

- 2012년 기준, 굵은 글씨는 시즌 최고 성적.

1. ↑  김형준 (2019년 9월 27일). “[인사이드MLB] 펠릭스 에르난데스의 찬란한 몰락”. 김형준 칼럼. 2024년 10월 9일에 확인함.
2. ↑  한용섭 (2017년 8월 24일). “'9회 퍼펙트 깨진 힐' 다저스, PIT전 끝내기 패배”. OSEN. 2018년 10월 13일에 확인함.